# یواس‌اس آلبانی (اس‌اس‌ان-۷۵۳)
یواس‌اس آلبانی (اس‌اس‌ان-۷۵۳) (به انگلیسی: USS Albany (SSN-753)) یک زیردریایی است که طول آن ۱۱۰٫۳ متر (۳۶۱ فوت ۱۱ اینچ) می‌باشد. این زیردریایی در سال ۱۹۸۷ ساخته شد.